# Brian Thompson (ator)
Brian Earl Thompson (Ellensburg, 28 de agosto de 1959) é um ator americano. Sua carreira começou com um pequeno papel no filme O Exterminador do Futuro, de 1984. Ele interpretou o vilão "Night Slasher" no filme Cobra de 1986. Seu primeiro papel creditado foi em Werewolf, uma série de terror que foi ao ar durante o ano inaugural de transmissão da Fox, de 1987 a 1988. Thompson interpretou vários personagens na franquia Star Trek — o mais notável sendo o oficial klingon, Tenente Klag, no qual ele informou ao Comandante William Riker que "Gagh é sempre melhor quando servido vivo", o Caçador de Recompensas Alienígena em Arquivo X e Eddie Fiori em Kindred: The Embraced. Em 2014, ele produziu, escreveu e estrelou a paródia de filme B The Extendables.

## Vida pregressa
Thompson nasceu em Ellensburg, no estado de Washington, e foi criado em Longview. Ele estudou na Universidade Central de Washington, onde estudou administração de empresas, jogou futebol e apareceu em muitas produções escolares. Ele então se mudou para a Califórnia e obteve um mestrado em Belas Artes pela Universidade da Califórnia em Irvine. Inicialmente, ele treinou e seguiu carreira em teatro musical, atuando na produção de "O Rei e Eu" da Riverside Civil Light Opera, em "Bittersweet" da Long Beach Civic Light Opera e em vários outros musicais. Em 1982, ele foi ator residente no Festival de Shakespeare do Colorado.
A constituição atlética e a estrutura facial única de Thompson foram fundamentais para os papéis iniciais que lhe foram oferecidos. Ele afirmou que ocasionalmente isso tem sido uma faca de dois gumes quando se trata de fazer testes para papéis, mas tem lhe proporcionado um trabalho consistente. Thompson disse: "Se você tem uma estatura muito física, você vai ser contratado para filmes de ação. A estrela sempre vai estar perseguindo alguém, então eles precisam de um adversário igual. Eu nunca vou interpretar um geek misterioso."

## Carreira
Thompson foi escalado para O Exterminador do Futuro quando ainda estava na escola. Ele e Bill Paxton tiveram papéis menores como marginais valentões.
Ele continuou com papéis em Moonlighting, Otherworld, Street Hawk e Knight Rider antes de conseguir um papel no filme de Sylvester Stallone, Cobra (1986). Embora o filme tenha sido demolido pela crítica, foi um sucesso comercial. O New York Times escreveu sobre a interpretação de Thompson: "o arqui-vilão, um personagem que é um cruzamento entre um vilão de fantasia de James Bond, como Jaws, e um psicopata furioso, faz um monólogo escaldante - um feito de sofisticação linguística que Cobra teria dificuldade em igualar."
Em 1993, Thompson conseguiu outro papel cômico na grande série Key West, que foi filmada em Florida Keys. A série durou 13 episódios. Ele interpretou um "xerife da nova era", o qual Thompson declarou ser o papel favorito de sua carreira. O personagem pronunciou a fala introdutória: "Eu sou o xerife Cody Jeremiah Jefferson. Sou descendente direto de Wyatt Earp e do Cavaleiro Solitário. Meus heróis pessoais são Ted Nugent, Buda e Davy Crockett. Eu sou o último verdadeiro homem da lei e o primeiro oficial da paz do século XXI."
No ano seguinte, Thompson começou sua carreira em Arquivo X e seguiu com papéis nas séries de ficção científica e fantasia Seven Days, Buffy, a Caça-Vampiros e Charmed. Entre estes, Thompson fez dezenas de aparições em outras séries e filmes. Em 1996, ele apareceu em Dragonheart como Brok, o comandante dos exércitos do rei vilão de David Thewlis, Einon. O filme de fantasia, estrelado por Dennis Quaid e Sean Connery, foi um sucesso moderado.
Thompson então retornou à tela grande como o principal antagonista, Shao Kahn, no mal recebido Mortal Kombat: Annihilation. O New York Times chamou-o de "compêndio colossal de artes marciais que desafiam a lógica, efeitos especiais barulhentos e hiperativos..." Em 2014, Thompson lançou The Extendables, um filme que ele produziu, escreveu e estrelou; e que foi lançado via iTunes. Uma paródia de filmes como Os Mercenários (The Expendables, em inglês), Thompson afirmou que continha exemplos reais de sua própria carreira. Em 2017, Thompson participou do filme de suspense independente Trafficked com Ashley Judd, e em 2019 estrelou o filme de terror Hoax ao lado de Adrienne Barbeau; em 2022, ele apareceu no filme de suspense histórico A Tragédia de Macbeth com Denzel Washington.

### Jornada nas Estrelas
Em 1989, Thompson conseguiu seu primeiro papel em Jornada nas Estrelas em Star Trek: The Next Generation. No começo, seu tamanho trabalhou contra ele, porque os produtores queriam escalar alguém que se encaixasse em um determinado traje. Ele conseguiu convencê-los a dar-lhe uma chance: "Esse foi o primeiro de cinco testes que fiz para Star Trek e eles me contrataram todas as vezes." Thompson interpretou um klingon no episódio "A Matter of Honor". Em 1993 e 1996, ele apareceu em episódios de Star Trek: Deep Space Nine como personagens diferentes. Em 1994, ele apareceu no longa-metragem Star Trek Generations.
Em 2005, Thompson foi escalado como Almirante Valdore em três episódios de Star Trek: Enterprise. Desde então, Thompson participou do fandom de Star Trek, oferecendo narrativas de extras em DVD e aparecendo em convenções.

## Vida pessoal
Brian Thompson é um entusiasta do stand up paddle surf, windsurf e kitesurf e estuda hapkido. Ele tem dois filhos.

## Filmografia selecionada

### Filme
| Ano  | Título                                         | Personagem                 | Notas                                 |
| ---- | ---------------------------------------------- | -------------------------- | ------------------------------------- |
| 1984 | The Terminator                                 | Rick                       |                                       |
| 1986 | Cobra                                          | 'The Night Slasher'        |                                       |
| 1986 | ¡Three Amigos!                                 | Rufião alemão              |                                       |
| 1988 | Fright Night Part II                           | Bozworth                   |                                       |
| 1988 | Alien Nation                                   | Trent Porter               |                                       |
| 1988 | Miracle Mile                                   | Piloto de helicóptero      |                                       |
| 1989 | Three Fugitives                                | Segundo bandido            |                                       |
| 1989 | Nightwish                                      | Dean                       |                                       |
| 1990 | Lionheart                                      | Russell / Roc              |                                       |
| 1990 | Moon 44                                        | Jake O'Neal                |                                       |
| 1990 | After the Shock                                | Tom                        | Telefilme                             |
| 1990 | Hired to Kill                                  | Frank Ryan                 |                                       |
| 1991 | Life Stinks                                    | Mean Victor                |                                       |
| 1992 | Doctor Mordrid                                 | Kabal                      |                                       |
| 1992 | Rage and Honor                                 | Conrad Drago               |                                       |
| 1993 | The Naked Truth                                | Bruno                      |                                       |
| 1994 | Star Trek Generations                          | Klingon Helmsman           |                                       |
| 1996 | Dragonheart                                    | Brok                       |                                       |
| 1997 | Mortal Kombat: Annihilation                    | Shao Kahn                  |                                       |
| 1997 | Perfect Target                                 | Major Oxnard               |                                       |
| 2001 | Joe Dirt                                       | Bob 'Buffalo Bob'          |                                       |
| 2001 | Epoch                                          | Captain Tower              |                                       |
| 2001 | The Order                                      | Cyrus Jacob                |                                       |
| 2007 | Fist of the Warrior                            | Max                        |                                       |
| 2007 | Flight of the Living Dead: Outbreak on a Plane | Kevin                      |                                       |
| 2009 | Dragonquest                                    | Kirill                     |                                       |
| 2011 | The Arcadian                                   | Agmundr                    |                                       |
| 2014 | The Extendables                                | Vardell 'V.D.' Duseldorfer | Também roteirista, produtor e diretor |
| 2016 | Beyond the Game                                |                            |                                       |
| 2017 | Sunflower                                      | Capitão Cody               |                                       |
| 2017 | Dark Games                                     | Detetive Joe Grimes        |                                       |
| 2017 | Trafficked                                     | Max                        |                                       |
| 2019 | Hoax                                           | John Singer                |                                       |
| 2019 | I Am That Man                                  | Halpin                     |                                       |
| 2020 | Big Muddy                                      | Wyatt Cooper               |                                       |
| 2021 | A Tragédia de Macbeth                          | Jovem assassino            |                                       |

### Televisão
| Ano       | Título                           | Personagem                                    | Notas                                               |
| --------- | -------------------------------- | --------------------------------------------- | --------------------------------------------------- |
| 1984      | Hardcastle and McCormick         | Policial                                      | Episódio: "Ties My Father Sold Me"                  |
| 1985      | Knight Rider                     | Kurt                                          | Episódio: "Sky Knight"                              |
| 1988      | Favorite Son                     | Rolf Petersen                                 | 3 episódios                                         |
| 1988      | Werewolf                         | Nicholas Remy                                 | 6 episódios                                         |
| 1989      | Star Trek: The Next Generation   | Tenente Klag                                  | Episódio: "A Matter of Honor"                       |
| 1990      | Alien Nation                     | Peter Rabbit                                  | Episódio: "Rebirth"                                 |
| 1993      | Key West                         | Xerife Cody Jeremiah Jefferson                | 13 episódios                                        |
| 1993      | Star Trek: Deep Space Nine       | Inglatu                                       | Episódio: "Rules of Acquisition"                    |
| 1995–2000 | The X-Files                      | Caçador de Recompensas Alienígena             | 9 episódios                                         |
| 1995      | Hercules: The Legendary Journeys | Goth, o Bárbaro                               | Episódio: "Siege at Naxos"                          |
| 1996      | Star Trek: Deep Space Nine       | Toman'torax                                   | Episódio: "To the Death"                            |
| 1996      | Kindred: The Embraced            | Eddie Fiori (líder do clã de vampiros Brujah) | 6 episódios                                         |
| 1997      | Buffy the Vampire Slayer         | Luke                                          | Episódio: "Welcome to the Hellmouth", "The Harvest" |
| 1998      | NYPD Blue                        | Todd                                          | Episódio: "Czech Bouncer"                           |
| 1998      | Buffy the Vampire Slayer         | O Juíz                                        | Episódio: "Surprise", "Innocence"                   |
| 2000      | Charmed                          | Cavaleiro da Guerra                           | Episódio: "Apocalypse, Not"                         |
| 2000      | Jason and the Argonauts          | Hércules                                      | Minissérie                                          |
| 2002      | Birds of Prey                    | O Crawler                                     | Episódio: "Split"                                   |
| 2003      | Charmed                          | Titã Cronos                                   | Episódio: "Oh My Goddess (Part 1 & 2)"              |
| 2004      | NCIS                             | Chefe-mor Vince Nutter                        | Episode: "The Truth Is Out There"                   |
| 2005      | Star Trek: Enterprise            | Romulan Admiral Valdore                       | 3 episódios                                         |
| 2009      | Chuck                            | Cliff Arculin / Cliff Siljak                  | Episódio: "Chuck Versus the Suburbs"                |
| 2012      | Californication                  | Sr. Scary                                     | Episódio: "At the Movies"                           |
| 2012      | Spirit of a Denture              | Capitão Jasper Crow                           | Curta-metragem                                      |
| 2014      | Hawaii Five-0                    | Detetive de Assuntos Internos Nicholas Cruz   | Episódio: "Hana Lokomaika'i"                        |
| 2017      | The Orville                      | Drogen                                        | Episódio: "Into the Fold"                           |
| 2018–2024 | 9-1-1                            | Capitão Vincent Gerrard                       | 6 episódios                                         |
| 2021      | NCIS: Los Angeles                | Agente da CIA Steven Erdnase                  | Episódio: "Through the Looking Glass"               |